# Pedro Rodríguez Triana
Pedro Rodríguez Triana (1890-1960) fue un militar y político mexicano. Participó en la Revolución mexicana (maderista y posteriormente zapatista y obregonista). Fue candidato presidencial en las elecciones extraordinarias de 1929 y gobernador de Coahuila de 1937 a 1941.

## Biografía

### Primeros años
Nació en San Pedro de las Colonias, Coahuila el 12 de mayo de 1890 siendo hijo de Francisco Rodríguez y de Petra Triana; fue presentado en el Registro Civil el 22 del mismo mes y año. Cursó la primaria en su natal San Pedro y la carrera la finalizó en la academia Unión y Progreso, como contador público, consiguiendo trabajar en una hacienda.

### Revolución mexicana
Hacia 1910 conoce a Francisco I. Madero y en 1912 se unió a las fuerzas del Gral. Pascual Orozco, sin embargo posteriormente figuró en las filas constitucionalistas dentro de la División del Norte. En 1914 participó durante la Convención de Aguascalientes. A pesar de eso, en 1915 fue Jefe del Estado Mayor de Benjamín Argumedo y a su muerte se une a Emiliano Zapata. Con los zapatistas participa en numerosos combates, siendo en uno de ellos herido de gravedad. Participa en la Toma de Torreón donde es herido de la pierna derecha por segunda ocasión. En 1916 fue jefe de la guarnición de San Miguel de Azua, en Zacatecas. En 1920 es nombrado delegado del Partido Nacional Agrarista por el estado de Coahuila. En 1922 participó en la campaña de Durango contra el general Francisco Murguía, quién se había alzado en armas contra Álvaro Obregón. En 1923 fue nombrado coordinador de la campaña presidencial de Plutarco Elías Calles.

### Político
En 1928 es derrotado durante las elecciones para presidente municipal de San Pedro de las Colonias, Coahuila, por lo que funda en Viesca la organización de Colonia Unidas de Santiago junto a los primeros agraristas, tales como: José María Cortinas, Castelo Regalado, José Díaz y Bernabé López. Preocupado por el reparto de tierras en La Laguna funda el Círculo Central Agrarista de San Pedro, organización respaldada por Antonio Díaz Soto y Gama. Fue gobernador de Coahuila de 1938 a 1942. Fue candidato a la presidencia de México por el Partido Comunista Mexicano en 1929 propuesto por el Bloque Nacional Obrero y Campesino de México, que en ese entonces era dirigido por Úrsulo Galván y Diego Rivera, teniendo como adversarios a Pascual Ortiz Rubio y a José Vasconcelos. De 1934 a 1936 fue vocal del Departamento Agrario y Colonización participando en los repartos agrarios en La Laguna, Yucatán y Michoacán. Murió el 26 de febrero de 1960.